# Willis Hall (Politiker, um 1779)
Willis Hall, auch Willis Hall Jr. (* um 1779, in Hartford, Vermont; † 7. August 1856 in Garrettsville, Ohio) war ein US-amerikanischer Politiker, der von 1817 bis 1819 State Auditor von Vermont war.

## Leben
Als Sohn des Kaufmanns und Veteran des Amerikanischen Unabhängigkeitskriegs Willis Hall wurde Willis Hall jr. etwa im Jahr 1779 in Hartford in Vermont geboren. In einigen Aufzeichnungen wird sein Vorname auch „Wyllis“ geschrieben.
Er wurde, wie sein Vater, ebenfalls Kaufmann und war in Woodstock, Vermont in verschiedenen öffentlichen Ämtern wie im Board of Selectmen der Town und auch als High Bailiff des Windsor Countys tätig.  Hall diente zudem in der Miliz von Vermont.  Auch war er ein aktives Mitglied der Freimaurer.
Von 1817 bis 1819 war er gewählter State Auditor in Vermont.
Später zog er nach Garrettsville, Ohio.  Dort starb er am 7. August 1856.